# Єрмаков Микита Владленович
Микита Владленович Єрмаков (рос. Ники́та Владле́нович Ермако́в, нар. 19 січня 2003, Сизрань, Росія) — російський футболіст, атакувальний півзахисник клубу «Нижній Новгород».

## Ігрова кар'єра

### Клубна
Микита Єрмаков є вихованцем клубної академії столичного ЦСКА. В травні 2022 року футболіст підписав професійний контракт з армійським клубом. В червні того року він приступив до тренувань з першою командою клубу. Дебютну гру в чемпіонату Росії Єрмаков провів 16 липня проти «Урала».
За результатами сезону 2022/23 Микита Єрмаков виграв Кубок країни та став віце-чемпіоном Росії.
Другу половину сезону 2023/24 Єрмаков провів в оренді в клубі РПЛ «Нижній Новгород». Після завершення оренди, влітку 2024 року футболіст підписав з клубом контракт до червня 2028 року.

### Збірна
З 2018 року Микита Єрмаков виступав за юнацькі та молодіжну збірну Росії.

## Титули
ЦСКА
 Чемпіон Росії: 2022/23
 Переможець Кубка Росії: 2022/23